# Flight 29 Down
Flight 29 Down (Rescate Vuelo 29 en Hispanoamérica, Vuelo 29 perdidos en España) cuenta la historia de unos chicos quienes abordaban el vuelo 29 en destino a Palau, pero son azotados por una terrible tormenta que tumba su avioneta y los deja varados en una isla en el Pacífico.

## Estreno
Flight 29 Down, se estrenó en Hispanoamérica el sábado 10 de marzo de 2007  Boomerang, y hasta su final el 28 de septiembre de 2014, en España se estrenó el 21 de julio de 2007 y en dicho país se transmitió en el canal Cartoon Network y en Cuatro.
También hay una película llamada Hotel Tango que comienza en el día nº23 y narra desde la mañana del día 24 hasta el 28, sirviendo como cierre de la serie.

## Sinopsis
La serie sigue a un grupo de adolescentes varados en una isla inhabitada del Pacífico Sur en los Estados Federados de Micronesia, después de que estrellaran su avión (un de Havilland DH.114 Heron) en medio de una tormenta tropical mientras volaban a un campamento de eco-aventura en Palaos. Un diario personal grabado en una videocámara, que recargan mediante energía solar, permitirá a los chicos hablar sobre sí mismos y ante la cámara sobre sus difíciles dificultades cotidianas, con los demás y la isla.
FINAL: A Lex se le ocurre hacer una luz intermitente con los faros y la batería del avión, para apuntarlo al océano con la intención de que un barco la viera. Pero en mitad de la noche, Daley la cambia en dirección al cielo, con la esperanza de que el satélite que los sobrevolaba capturara la luz. Por la mañana, Lex descubre el cambio, se enfurece y le reprocha a Daley el haber cambiado la dirección de la luz intermitente, argumentando que era demasiado pequeña para que un satélite la captara y que por la noche podría haber pasado un barco que no vio la señal. Luego se enteran de que la isla se ve amenazada por un tifón, llamado "El Tifón Melissa" y unas horas antes de que el tifón azote la zona, llega un avión de rescate a salvarlos justo antes de tener una confrontación con el perturbado capitán del avión. Lex cambia de opinión acerca de Daley cuando un rescatista le dice que los localizaron gracias al satélite, el cual logró capturar el destello de la luz apuntando al cielo.

## Episodios

### Primera temporada
- 1.- La llegada

- 2.- Fuego
- 3.- La soledad del poder
- 4.- Ni una gota de agua
- 5.- La increíble historia de la pesca
- 6.- La zanja
- 7.- Pedro y el lobo
- 8.- Fuerza para sobrevivir
- 9.- El laberintatón
- 10.- Ocho basta
- 11.- La vuelta de Abby
- 12.- Hasta que se demuestre lo contrario
- 13.- Volver a empezar

### Segunda temporada
- 1.- Ni una palabra
- 2.- Cambios
- 3.- Rumores
- 4.- El no invitado
- 5.- La marea
- 6.- ¿Dónde está el humo?
- 7.- Hogar dulce hogar
- 8.- Relaxween
- 9.- Arrepentimientos
- 10.- A la deriva
- 11.- Buena suerte Abby
- 12.- Un soplo en la distancia
- 13.- Hasta pronto

### Temporada final
- 1.- Hotel Tango (Parte 1)
- 2.- Hotel Tango (Parte 2)
- 3.- Hotel Tango (Parte 3)
- 4.- Hotel Tango (Parte 4)

## Personajes

### Protagonistas
- Nathan McHugh (Corbin Bleu): Amante de la naturaleza y joven explorador. Recientemente perdió la presidencia de su secundaria ante Daley, lo que explica su eterna rivalidad con ella. Es de los que toma decisiones rápidas, aunque no siempre sean las correctas. Como cuando trepó un árbol intentando conseguir fruta para el grupo sin percatarse de la gran cantidad de fruta que había a los pies del árbol. Siempre trata de arreglar los problemas del grupo. Es un mentor y un líder en el grupo. Aun cuando Nathan y Daley son enemigos, pronto le agradará más y llegará a interesarse en lo que ella realmente siente.

- Daley Maryn (Hallee Hirsh): Competitiva y líder natural. En este viaje está encargada de su hermanastro menor Lex. Es la presidenta de su clase en la secundaria Hartwell. Un poco perfeccionista, pero a veces puede parecer agresiva y mandona, sobre todo con Nathan. Poco a poco se va dando cuenta de que está enamorada de Nathan, hasta el punto de querer estar con él, pero es consciente de que una relación en medio del gran problema que tienen que solucionar, sería muy incómoda y perjudicial, por lo que decide hablar de sus sentimientos al llegar a casa.

- Melissa Wu (Kristy Wu): Chica optimista que mantiene la paz entre el grupo, pero cuya lealtad se divide entre Nathan y Daley. Es miembro de cada club importante en la escuela. A veces se siente débil y presionada por igual ha demostrado su propio sentido de liderazgo en las emergencias. A ella le gusta Jackson, el nuevo estudiante de la escuela y a quien ella le dio la posibilidad de ir al viaje. Es una chica tranquila casi todo el tiempo, es una muy buena amiga. Es probablemente la persona más sensible del grupo.

- Taylor Hagan (Lauren Storm): Inconsciente de todo lo que sucede. Se unió al viaje porque quería pasar una semana en la playa para mantener su bronceado, comer sushi y admirar a los chicos guapos de Micronesia. Fue novia de Nathan, pero ahora parece tener cierto interés en Jackson, el nuevo integrante de la escuela. Superficial, pero llena de sorpresas. Toca el violonchelo. En el capítulo 15, muestra su cambio, cuando Daley le pregunta si quiere que la ayude en su trabajo, y ella niega diciendo que no necesita ayuda, ya que es su responsabilidad.

- Cody Jackson (Johnny Pacar): Callado y reservado. Es el antihéroe de la serie y su silencio mantiene al grupo dudando y sospechando de él, pues es el nuevo en la escuela. Tiene habilidades como guitarrista. Trae orden al grupo cuando se necesita. Se siente atraído por Melissa pero también muestra un poco de interés en Taylor. Tiene un pasado difícil, (lo busca la policía por una riña con otro chico). Su nombre real, Cody, es revelado en el último capítulo.

- Eric McGoril (Jeremy Kissner): Equivalente masculino de Taylor. Vago y manipulador. Le gusta perseguir a las chicas e intenta enganchar con Taylor. Manipula a los demás para evitar sus propias responsabilidades. Detesta traer agua y fue el responsable de que el mechero se rompiera, aunque luego lo repararía.

- Lex Maryn (Allen Alvarado): El más joven y algunas veces el más inteligente del grupo. Hermanastro de Daley, es muy inteligente y observador, aun cuando el grupo no le hace mucho caso. Siempre tiene las mejores ideas de cómo adaptarse a la isla y hacer uso de sus recursos. Es algo así como la motivación del grupo. Cada vez que alguien está por rendirse, él siempre aparece con una idea brillante para que se sientan mejor.

### Secundarios
- Abby Fujimoto (Tani Lyn Fujimoto): Era una integrante del grupo cuando se cayó el avión por culpa de la tormenta. Junto con el Capitán Russell y 3 compañeros se fue a la zona norte de la isla. Volvió el día 21 tras una lucha por sobrevivir. Desde ese momento se dividió en dos el grupo: Lex, Daley, Nathan y Taylor - Jackson, Melissa, Eric, Abby.

- Capitán Russell (John Kapelos) Era el Piloto del avión y único adulto responsable cuando estrelló en la Isla. El día 18 se dio un golpe en la cabeza en la playa y quedó enfermo de la cabeza. Se recupera casi del todo cuando les vienen a rescatar antes de que viniese el Tifón Melissa. En Realidad se llama Bob. En el primer capítulo, Nathan le dijo "Capitán Caos"

- Yori Borges (B.K. Cannon): Era una integrante del grupo cuando se cayó el Avión. se fue con Ian, Abby y el Capitán Russell. En la serie se refugian en un Hotel que sirvió de refugio en la Segunda Guerra Mundial llamado el Hotel Tango. El día 25, el Grupo de Abby descubre donde están los tres.

- Ian Rogers (Blade Rogers): Era un estudiante que se cayó del avión. Se fue con Yori, Abby y el Capitán Russell. Cuando estaban explorando el norte de la isla se quebró una pierna. Para protegerlo se quedaron en el Hotel Tango.